# Felice Cascione
Felice Cascione (* 2. Mai 1918 in Imperia; † 27. Januar 1944 in Alto) war ein italienischer Partisan und Arzt. Er gehörte während des Zweiten Weltkriegs der kommunistischen Resistenza an und starb bei einem Feuergefecht mit faschistischen Einheiten. Er wurde postum mit der italienischen Tapferkeitsmedaille ausgezeichnet. Bekannt wurde er als Autor des Partisanenlieds Fischia il vento, dessen Melodie von dem russischen Liebeslied Katjuscha entlehnt ist.

## Biographie
Felice Cascione kam am 2. Mai 1918 als Sohn einer armen Familie zur Welt. Seine Mutter war Grundschullehrerin und sein Vater Gio Batta Glockengießer. Der Vater fiel wenige Monate nach Felices Geburt im Ersten Weltkrieg. Ab dem Jahr 1940 war Felice aktiver Antifaschist und 1943 machte er den Medizinabschluss an der Universität Bologna.
Als am 8. September 1943 die nationalsozialistischen Truppen Italien besetzten und die Italienische Sozialrepublik ausriefen, trat Cascione der Resistenza bei. Als Kommandant einer improvisierten Partisanenbrigade, der ersten in der Provinz Imperia, wurde er unter dem Namen u mégu (Ligurisch für „Der Arzt“) bekannt. Im Rahmen eines Gefechts, bei dem ein Oberleutnant und ein Soldat der faschistischen Schwarzen Brigaden von den Partisanen gefangen genommen wurden, soll Cascione diese vor der anschließenden Erschießung bewahrt und sie in die eigene Einheit eingegliedert haben.
Von ebendiesem Oberleutnant verraten, gerieten die Partisanen unter Führung Casciones am 27. Januar 1944 in einen Hinterhalt der Schwarzen Brigaden. Im anschließenden Feuergefecht wurde Cascione schwer verwundet und schließlich von den Paramilitärs hingerichtet.